# 阿雷阿尔瓦
阿雷阿尔瓦是巴西圣保罗州的一个市镇。总面积506.465平方公里，总人口7504人，人口密度14.8人/平方公里。